# Андрійчук В'ячеслав Вікторович
В'ячеслав Вікторович Андрійчук (нар. 16 листопада 1980, Новоселиці, Житомирська обл. — пом. 18 березня 2022, Київська обл.) — молодший сержант Збройних Сил України, учасник російсько-української війни, що загинув у ході російського вторгнення в Україну у 2022 році.

## Життєпис
В'ячеслав Андрійчук народився 16 листопада 1980 року в селі Новоселиці Малинського (з 2020 року — Коростенського району) на Житомирщині. З початком повномасштабного російського вторгнення в Україну перебував на передовій у складі одного з підрозділів 95-ї окремої десантно-штурмової бригади. Загинув В'ячеслав Андрійчук 18 березня 2022 року під час боїв на Київщині. Поховали загиблого на кладовищі у рідному селі Малинської міської громади.

## Нагороди
- Орден «За мужність» III ступеня (2022, посмертно) — за особисту мужність і самовіддані дії, виявлені у захисті державного суверенітету та територіальної цілісності України, вірність військовій присязі[2].